# El Rosario (Piura)
El Rosario es un caserío peruano ubicado en el distrito de Sóndor, perteneciente a la provincia de Huancabamba del departamento de Piura, al norte del Perú. 

## Ubicación
El Rosario se ubica al noreste de la provincia de Huancabamba, en el distrito de Sóndor, en el departamento de Piura.

## Demografía
En 2017 El Rosario tenía una población de 172 habitantes.
| Gráfica de evolución demográfica de El Rosario entre 1993 y 2017 |
|                                                                  |
| Fuentes: Población 1993 y 2017                                   |